# Hiromu Kori
Hiromu Kori (郡 大夢 Kori Hiromu?), född 11 september 1997 i Tokyo prefektur, är en japansk fotbollsspelare.
Kori började sin karriär 2016 i Tokyo Verdy. 2016 blev han utlånad till Grulla Morioka. 2017 blev han utlånad till Gamba Osaka. Han gick tillbaka till Tokyo Verdy 2018.